# Ulmu (Călărași)
Ulmu is een Roemeense gemeente in het district Călărași.
Ulmu telt 1614 inwoners.